# Charles Maries
Charles Maries (Hampton Lucy, 18 dicembre 1851 – Gwalior, 11 ottobre 1902) è stato un botanico inglese.
Fu inviato dalla ditta di vivai James Veitch & Sons di Chelsea in Giappone, Cina e Taiwan tra il 1877 e il 1879 per trovare nuove piante a fusto rigido; ne trovò oltre 500 nuove specie che Veitch introdusse in Inghilterra. Tra queste Abies mariesii, Davallia mariesii, Hydrangea macrophylla "Mariesii", Platycodon grandiflorus "Mariesii" e Viburnum plicatum "Mariesii".

## Biografia

### Gli inizi
Maries nacque in Hampton Lucy, Warwickshire, ultimo di cinque figli di Gerge e Mary Maries. Il padre, come il nonno, era il calzolaio del paese. Ricevette la sua prima istruzione presso la Grammar School di Hampton Lucy, ove apprese nozioni di botanica dal reverendo George Henslow, che fu direttore della scuola dal 1861 al 1865. Il reverendo Henslow stava per diventare professore di botanica presso la Royal Horticultural Society.
Dei suoi fratelli, Federico (il maggiore) e Giorgio seguirono le orme del padre e divennero calzolai, mentre Enrico divenne maestro di musica a Stratford-upon-Avon; il quarto fratello, Riccardo, che aveva un marcato interesse per le piante, mise su un negozio di fioei e un vivaio a Lytham, nel Lancashire. Quando il padre morì nel 1869, Charles si trasferì a Lytham per lavorare nel vivaio di Riccardo.

### James Veitch & Sons

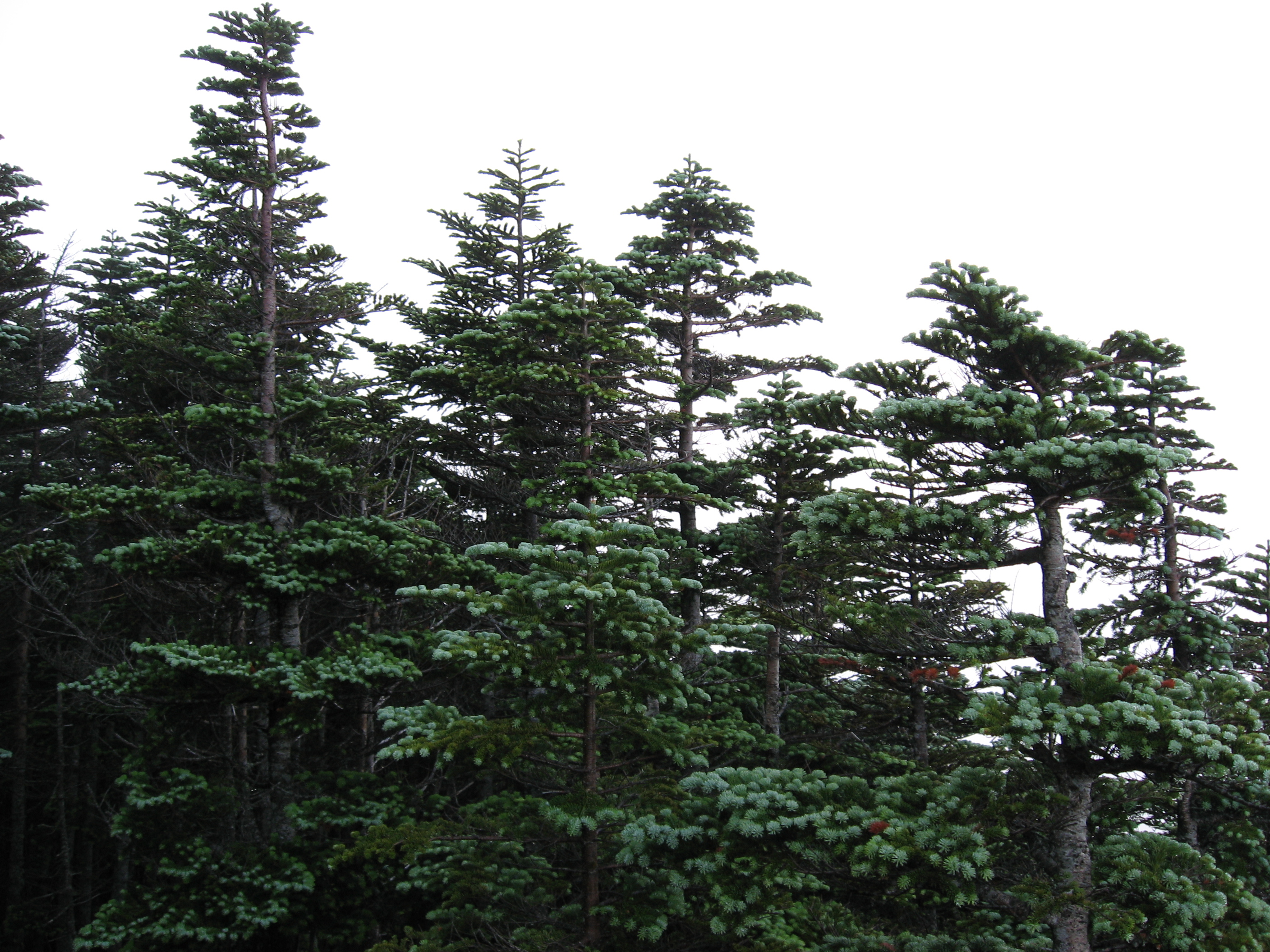
Abies mariesii

Dopo sette anni di lavoro presso Riccardo, Charles entrò, nel 1876, alle dipendenze della ditta James Veitch & Sons di Chelsea, uno dei maggiori vivai britannici. Secondo Hortus Veitchii, egli dimostrò di essere un lavoratore deciso e industrioso e fu subito promosso supervisore. La sua conoscenza delle piante cinesi gli procure un invito, da parte di Harry Veitch, a «…intraprendere una spedizione esplorativa nell'Estremo Oriente, il cui scopo sarebbe stato ottenere semi degli alberi di conifere del Giappone e di esplorare la grande valle dello Yangtze in Cina».
Egli partì per Shanghai il 1º febbraio 1877, sbarcò ad Hong Kong e si recò a Ningbo, ove visitò le montagne già esplorate da Robert Fortune. Viaggiò quindi per il Giappone, giungendo quindi a Nagasaki il 20 aprile. Dopo aver visitato i locali giardini, lasciò la città diretto a Shimonoseki, quindi, attraverso il mare interno di Seto, Osaka e Kyoto, giunse a Yokohama, ove visitò i vivai dei quali Fortune aveva scritto in termini entusiasti, sebbene egli, a quel punto, non ne condivise l'opinione.
Da Yokohama e Tokyo, Maries si recò a Nikkō e quindi ad Aomori, il porto più settentrionale dell'isola principale. Secondo il racconto in Hortus Veitchii, mentre attendeva un vapore che lo avrebbe portato ad Hakodate, sull'isola di Hokkaidō:
(Citazione da Harry Veitch, Hortus Veitchii)
Nelle vicinanze Maries riscoprì l'Abies sachalinensis, che era già stata identificata da Carl Friedrich Schmidt, un botanico russo di origine tedesca, viaggiando sull'isola di Sachalin nel 1866, ma che non era ancora stata introdotta in Europa.
Maries ripassò da Hakodate il 20 giugno 1877, dove raccolse semi della bella Azalea rollisoni (Rhododendron indicum balsaminseflorum), che egli spedì al vivaio Veitch a Chelsea. Egli spedì anche la Styrax obassis, comune sulle falde vulcaniche del nord dell'isola.
Maries proseguì fino a Sapporo; dai distretti montani e ricchi di fitti boschi nelle vicinanze, spedì in Inghilterra semi di Abies yessoensis e Daphniphyllum glaucescens, come molti aceri e rampicanti, compresi Schizophragma hydrangeoides and Actinidia kolomikta.

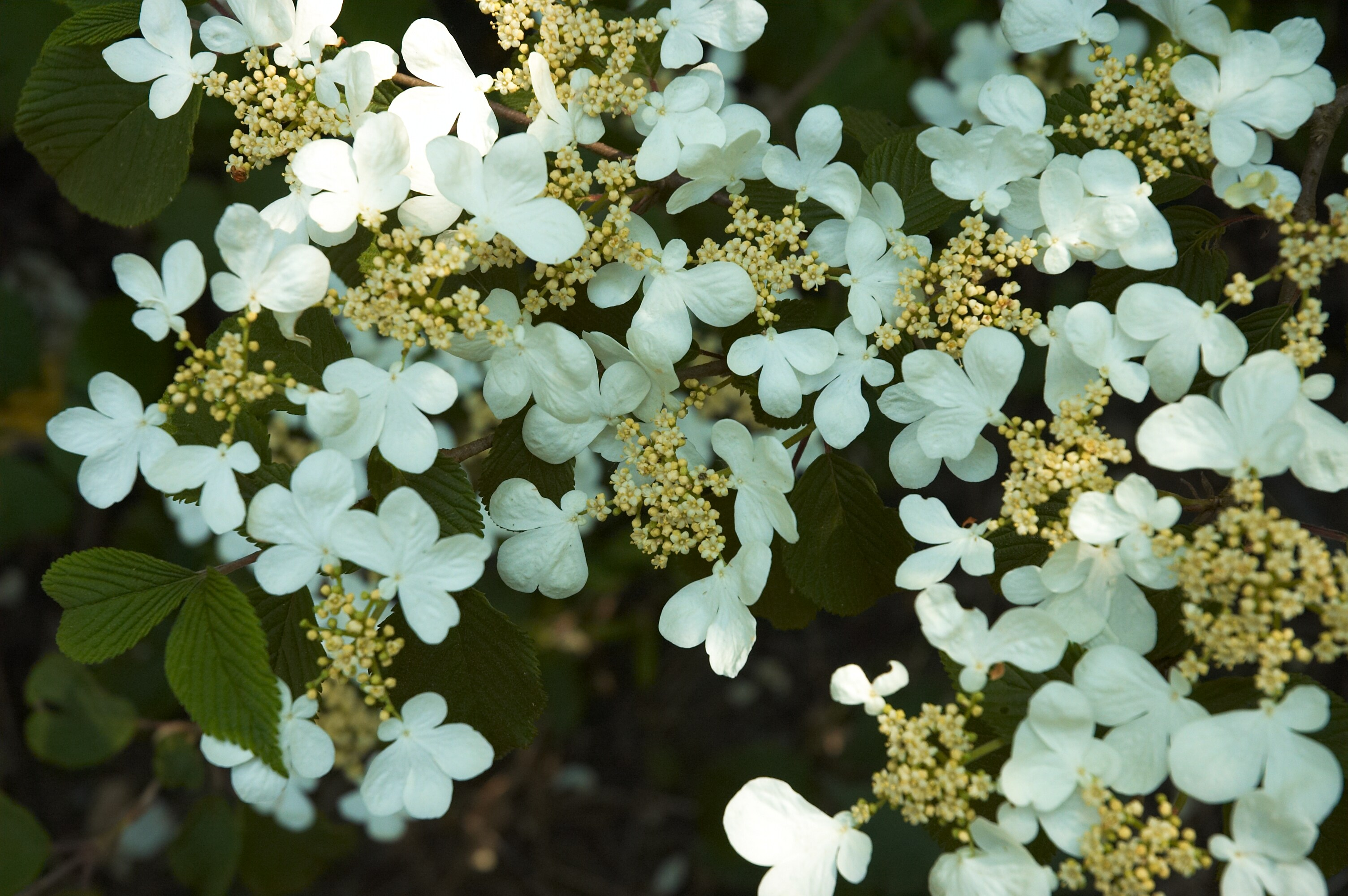
Viburnum plicatum "Mariesii"

Da Sapporo egli viaggiò per Chitose e Yūbetsu, visitando Urakawa e Samani. Vicino a Samani egli scoprì la piccola Dracocephalum ruyschiana, ottenendone dei semi che inviò a Chelsea.
Facendo di Capo Erimo, nel distretto di Horoizumi, il suo quartier generale, Maries si fermò nell'Hokkaidō da giugno ad ottobre del 1877, esplorando le montagne e facendo un'intensa collezione entomologica e botanica. Esplorando le foreste dell'Hokkaido e le montagne Hidaka, egli scoprì il Platycodon grandiflorus e l'Acer nikoense.
Prima della sua partenza, Maries provvide a che la sua raccolta fosse imbarcata a Hakodate, per essere inviata in Inghilterra. L'imbarcazione era carica di alghe marine, il che la portò ad incagliarsi. La scatola contenente i semi fu trasferita su un'altra nave, che si capovolse e calò a picco. Per fortuna Maries aveva tempo sufficiente per tornare sui suoi passi e riuscì a sostituire gran parte dei semi andati perduti, riuscendo così ad inviare i sostituti in Inghilterra.
Egli lasciò Hokkaidō a bordo della H.M.S. Modeste, giungendo a Niigata, sulla costa occidentale dell'isola principale nel dicembre 1877 e viaggiò via terra fino a Yokohama. Il giorno di Natale del 1877, Maries lasciò Yokohama per Hong Kong, giungendovi il 2 gennaio 1878 e ripartendone poco dopo per l'isola di Formosa. 
Egli ebbe difficoltà a penetrare all'interno dell'isola e fu solo in grado di trovare poco materiale, tra cui semi di una nuova specie di Lilium.
Maries tornò quindi a Shanghai, da dove, nella primavera del 1878, visitò Zhenjiang, Jiujiang e il vicino monte Lu, ove scoprì una forma bianca di Daphne genkwa così come Hamamelis mollis, Pseudolarix amabilis, Rhododendron fortunei e Loropetalum chinense.
Nei monti Lushan Maries visitò il Tempio di Teen Cha, ove vide i meravigliosi alberi di Larix kaempferi, Cryptomeria japonica e Liriodendron chinense, come il Lilium lancifolium formosanum.
In questo viaggio Maries soffrì di gravi colpi di calore e rientrò sulla costa. Mentre era in Cina, Maries riscoprì l'Acer davidii, che originariamente era stato scoperto da padre Armand David quando era missionario.
Dopo aver trascorso l'estate del 1878 nuovamente in Giappone, ove raccolse semi di conifere, Maries tornò in Cina in dicembre, ponendo la sua base ad Hankou, sullo Yangtze. All'inizio della primavera del 1879, partì per Yichang, 800 miglia a monte lungo il fiume Yangtze. Nelle Gole di Yichang, egli trovò la Primula obconica, i cui semi inviò a Chelsea.
A causa della sua riluttanza a comprendere la lingua cinese e al suo carattere instabile, i cinesi gli resero la vita così infelice che fu necessario per lui partire. Egli incorse nella loro ostilità al punto da distruggere virtualmente tutto ciò che egli aveva raccolto.
Secondo Hortus Veitchii, «…egli non era sufficientemente gentile e fu spesso minacciato e gli rubarono qualche volta il bagaglio.»
Nell'estate del 1879 Maries fu nuovamente in Giappone e in questo viaggio furono raccolti semi di numerose specie di quercia giapponese e di bei bambù nani tra cui il Chimonobambusa quadrangularis, che egli successivamente introdusse in Inghilterra.
Maries rientrò in Inghilterra nel febbraio del 1880 e il suo erbario fu inviato al Giardino Botanico Reale Kew e la sua collezione di insetti fu accettata dal British Museum.

### India
Maries lasciò l'Inghilterra prima del 1881 (il suo nome non compare nel censimento del Regno Unito del 1881) per trovar impiego in India e nel 1882 fu raccomandato da sir Joseph Dalton Hooker per il posto di sovrintendente dei giardini del Maharajah di Darbhanga, dove egli sistemò l'amplissimo terreno che circonda il palazzo Anand Bagh.
Successivamente entrò al servizio del Madho Rao Scindia di Gwalior e sistemò i giardini del palazzo. Egli rimase sovrintendente sia dei giardini del palazzo che di quelli dello Stato di Gwalior fino al suo decesso, avvenuto l'11 ottobre 1902.
Mentre lavorava in India Maries divenne un esperto sui manghi, studiandone tessuto, profumo, colore, storia e distribuzione sia di quelli selvatici che di quelli coltivati. Egli scrisse e illustrò un manoscritto dal titolo Cultivated Mangoes of India, che però non fu mai pubblicato e che ora si trova negli archivi del Royal Botanic Gardens, Kew.

## Riconoscimenti
Tra i molti riconoscimenti che Maries ottenne nella sua vita, vi fu la sua elezione a membro della Linnean Society of London nel 1877 e nel 1897 fu uno dei primi sei insigniti della Victoria Medal of Honour assegnata dalla Royal Horticultural Society, della quale era già stato insignito il suo insegnante, il reverendo George Henslow.
Hampton Lucy, villaggio natale di Maries, ha creato il "Charles Maries Trail", con numerosi campioni delle piante da lui scoperte e introdotte in Inghilterra. Questo "percorso" fu aperto il 30 luglio 2005 dal Dr David Gray OBE, Direttore di Orticultura, Formazione & Scienza per la Royal Horticultural Society.

## Vita privata
Il 19 novembre 1881 Maries sposò Martha Maria Kerr, la cui sorella, Mary Haworth Kerr, era la moglie del fratello Riccardo. Essi si sposarono nella chiesa di St John a Calcutta ed ebbero tre figli: Francis, Mildred e Jasper, tutti e tre nati in India. Charles morì l'11 ottobre 1902 di calcoli renali. Martha gli sopravvisse vivendo fino al 1936, quando morì all'età di 85 anni a Edmonton.

## Piante introdotte

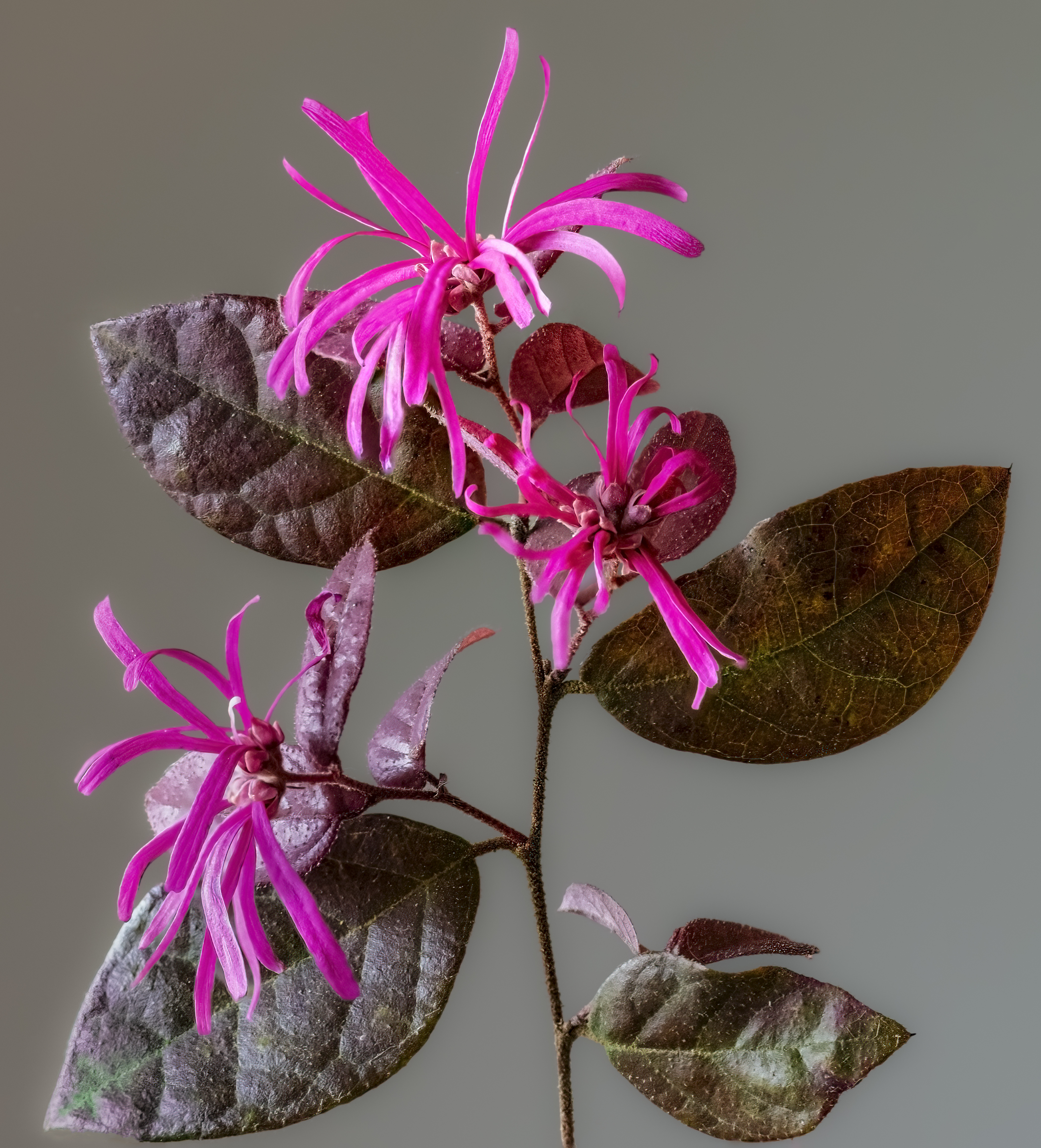
Loropetalum chinense, varietà rubrum

A Maries è attribuita la scoperta di oltre 500 nuove specie che egli introdusse in Inghilterra. Tra queste vi furono:
- Abies mariesii[8]
- Abies sachalinensis[13]
- Abies veitchii[13]

- Abies yessoensis[9]
- Acer davidii[11]
- Acer maximowiczianum[1]
- Acer polymorphum[13]
- Actinidia kolomikta[1]
- Adiantum mariesii[18]
- Chamaecyparis obtusa "Mariesii"[19]
- Chimonobambusa quadrangularis[13]
- Conandron ramondioides[13]
- Cryptomeria japonica[10]
- Daphne genkwa[10]
- Daphniphyllum glaucescens[13]
- Davallia mariesii[13]

- Dimerium abietis "Mariesii"[20]
- Dracocephalum ruyschiana[9]
- Elaeagnus macrophylla[1]
- Enkianthus campanulatus[1]
- Exochorda grandiflora[10]
- Fraxinus mariesii[21]
- Hamamelis mollis[2]
- Hydrangea macrophylla "Mariesii"[22]

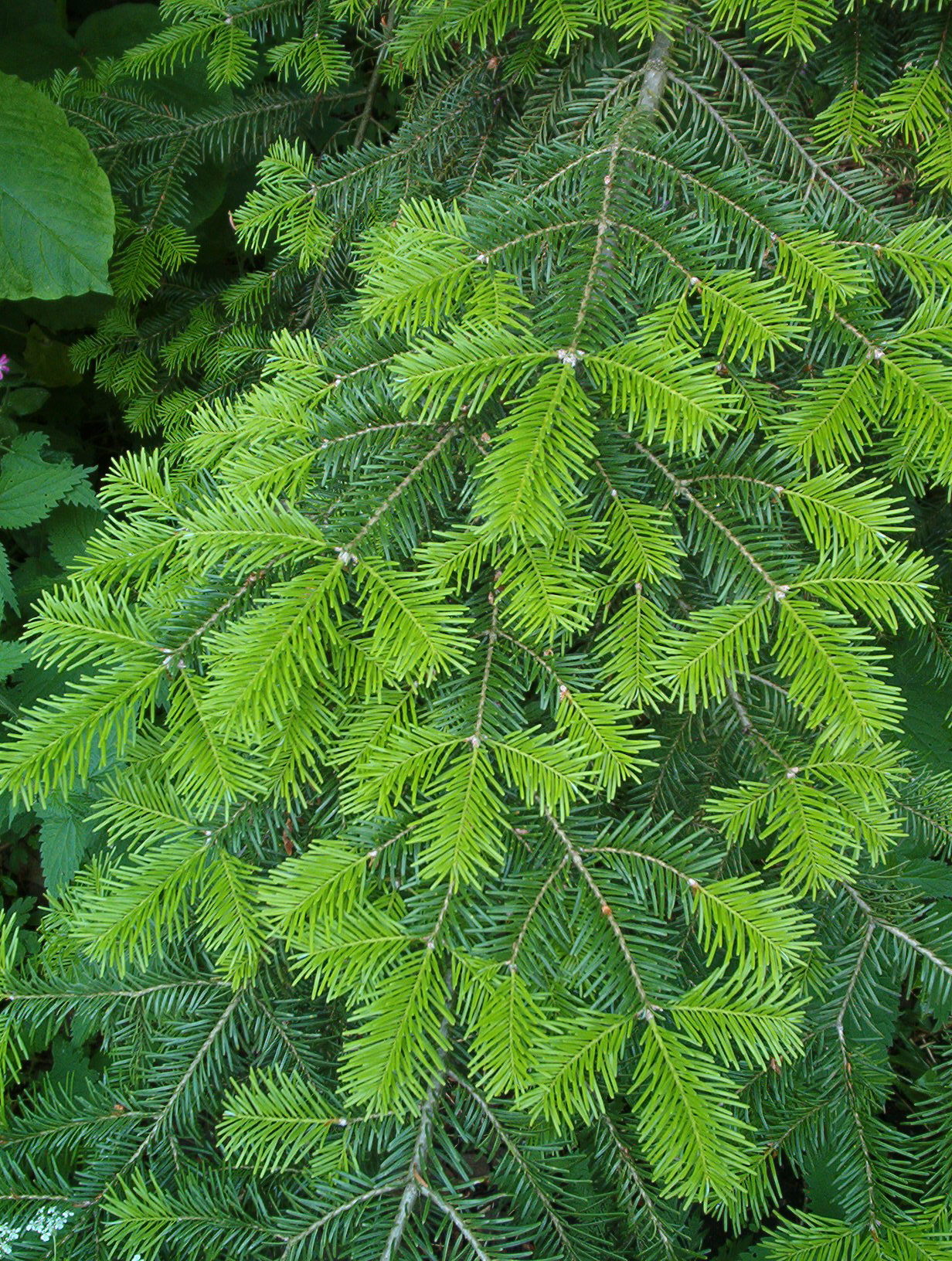
Abies veitchii

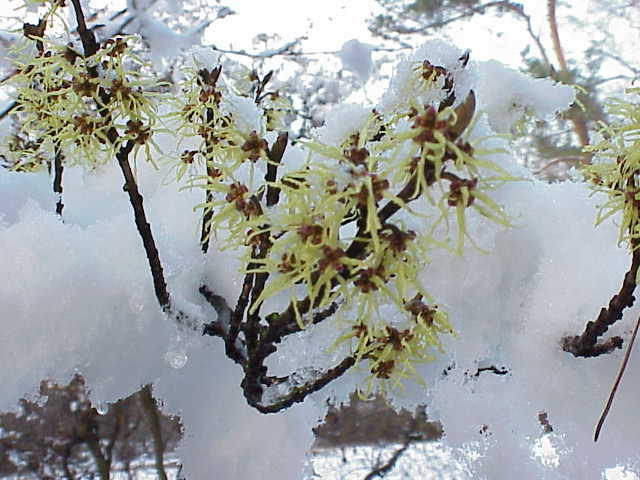
Hamamelis mollis

- Hydrangea rosea (several new and distinct forms)[13]
- Ilex crenata "Mariesii"[1]
- Iris kaempferi	(più varietà)[13]

- Larix kaempferi[10]
- Lilium auratum gloriosoides[13]
- Lilium auratum platyphyllum[13]
- Lilium lancifolium formosanum[10]
- Lilium maculatum thunbergianum[9]
- Liriodendron chinense[10]
- Loropetalum chinense[10]
- Magnolia sieboldii[1]
- Magnolia stellata[23]
- Osmunda japonica corymbifera[13]
- Pinus chinensis[10]

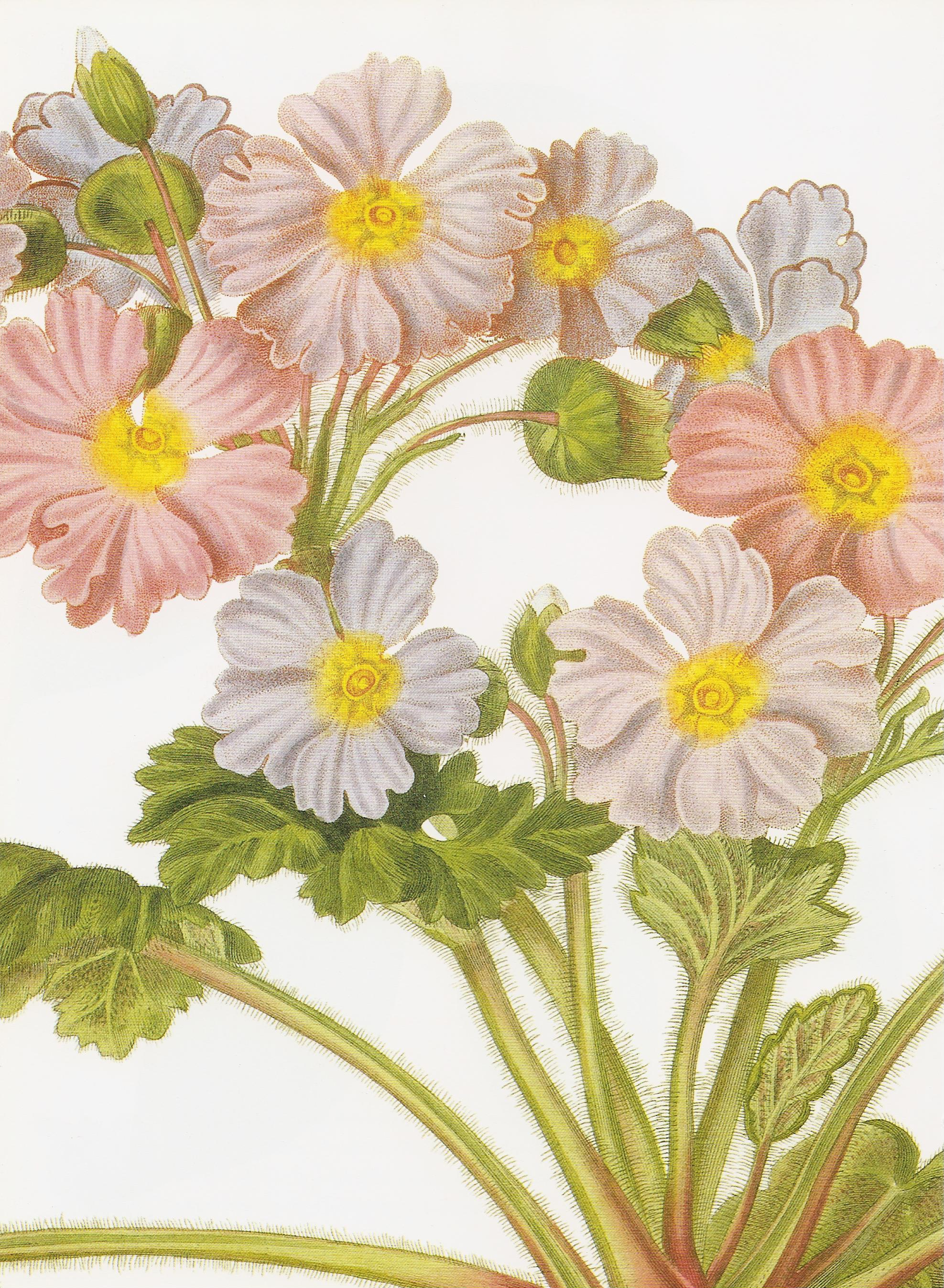
Primula sinensis

- Platycodon grandiflorus "Mariesii"[24]
- Primula obconica[13]
- Primula sinensis[25]
- Pseudolarix amabilis[26]
- Rhododendron fortunei[10]
- Rhododendron indicum balsaminseflorum[8]
- Rhododendron mariesii[27]
- Schizophragma hydrangeoides[1]
- Spiraea palmata alba[13]
- Styrax obassis[13]
- Viburnum plicatum "Mariesii"[2]